# Cyphotettix
Cyphotettix är ett släkte av insekter. Cyphotettix ingår i familjen torngräshoppor.
Kladogram enligt Catalogue of Life:
| Cyphotettix | \| \| Cyphotettix camelus \| \| \| \| \| \| Cyphotettix dinghuensis \| \| \| \| \| \| Cyphotettix tindalei \| \| \| \| |
|             | \| \| Cyphotettix camelus \| \| \| \| \| \| Cyphotettix dinghuensis \| \| \| \| \| \| Cyphotettix tindalei \| \| \| \| |
|             | Cyphotettix camelus |
|             | |
|             | Cyphotettix dinghuensis                                                                                                |
|             | |
|             | Cyphotettix tindalei                                                                                                   |
|             | |